# Stemma del Queensland

Stemma del Queensland

Lo stemma del Queensland (in lingua inglese, Coat of arms of Queensland) è l'emblema nazionale dell'omonimo Stato federato dell'Australia.
Concesso dalla regina Vittoria nel 1893 (per poi essere modificato nel 1977 da Elisabetta II, in occasione della sua visita in Australia durante le celebrazioni del venticinquesimo anno di regno), è il più antico tra gli stemmi degli Stati australiani tuttora in uso. 
Fu il secondo stemma, nella storia dell'Impero britannico, ad essere conferito da un sovrano inglese ad una colonia (dopo quello della Giamaica, concesso da re Carlo II nel 1661).
Lo stemma reca, anzitutto, due animali: 
- sulla destra, un cervo nobile, simboleggiante il Vecchio Mondo[2] ed introdotto nel Queensland negli anni settanta dell'Ottocento, allorché la regina Vittoria ne inviò alcuni esemplari per l'alimentazione e lo svago dei coloniali[3].

Paradossalmente, nel 2009 il cervo nobile è stato dichiarato dal governo del Queensland specie invasiva dannosa, tanto da accendere un dibattito sulla possibile rimozione di questo animale dallo stemma;
- sulla sinistra, una gru brolga, uccello simbolo del Queensland, rappresentante i nativi australiani[2].

I due animali, entrambi introdotti con la modifica del 1977, sorreggono uno scudo suddiviso in tre parti:
- la parte alta, più grande, è di color oro e reca le teste di un bue e di una pecora merino[1], in chiaro riferimento all'allevamento, tra le principali attività economiche del Queensland[2][4];
- sulla porzione in basso a sinistra, compare, su sfondo nero, un fascio di spighe di grano, rappresentanti la ricchezza agricola del suolo locale[2][4];
- la porzione in basso a destra, infine, è di colore rosso e presenta una colonna d'oro che spunta da un blocco di quarzo, a propria volta adagiato su una collina verde, su cui sono appoggiati una pala e un piccone. In tal caso, è evidente il riferimento all'industria mineraria[2][4].

Lo scudo è sovrastato da un elmo medievale adornato da un pennacchio verde e giallo e da due canne da zucchero, anch'esse a simboleggiare un'altra delle principali attività agricole del Queensland. 
L'elmo è sormontato da quello che, dal 1876, è il distintivo ufficiale (State badge) del Queensland: una croce di Malta azzurra con al centro la Corona imperiale di stato. 
In basso, infine, su un drappo verde e azzurro è riportato il motto dello Stato: la frase latina "Audax at fidelis" ("audace, ma fedele").